# 特朗泰勒
特朗泰勒（法語：Trentels，法語發音：[tʁɛ̃tɛl]）是法国洛特-加龙省的一个市镇，属于洛特河畔新城区。该市镇总面积19.47平方公里，2009年时的人口为821人。

## 人口
特朗泰勒人口变化图示